# Official Charts Company

Atual logotipo da Oficial Charts Company, atualizado de 2023.

Official Charts Company (OCC) (denominado anteriormente Chart Information Network (CIN) e The Official UK Charts Company) é uma organização profissional que compila várias tabelas musicais oficiais do Reino Unido, incluindo UK Singles Chart, o UK Albums Chart, e o UK Official Download Chart, como também tabelas que avaliam por gênero musical e vídeos musicais.
A OCC produz as tabelas através da recolha e combinando de dados das vendas das canções, através do mercado de investigadores Millward Brown. A OCC tem créditos para cobrir 99% das vendas dos singles e 95% das vendas dos álbuns, e tem como objetivo recolher os dados a partir de qualquer das cem tabelas musicais por semana.
Coopera juntamente com a British Phonographic Industry (BPI) e a British Association of Record Dealers. Desde 1 de julho de 1997, CIN e a OCC compilavam as tabelas musicais oficiais. Depois desta data, as tabelas musicais começaram a ser produzidas por recolha de dados do mercado musical, começando com o British Market Research Bureau em 1969, e depois com Gallup. Depois da produção de tabelas oficiais, vários temas foram adaptados a tabelas musicais, a mais notável foi pela NME, que começou a elaborá-los em 1952. Parte destas tabelas musicais antigas foram convertidas e fazem partes da OCC.
Em 5 de setembro de 2008, a The Official UK Charts Company renomeou-se para Official Charts Company e introduziu um novo logotipo.

## Tabelas musicais
As tabelas musicais de gênero específico incluem a UK Dance Chart, UK Indie Chart, UK R&B Chart e UK Rock Chart. 
Há também as tabelas regionais, tais como a Scottish Singles and Albums, Welsh Singles and Albums, UK Budget Albums. Também produzem UK DVD Chart.